# Gebirgsdivision 12

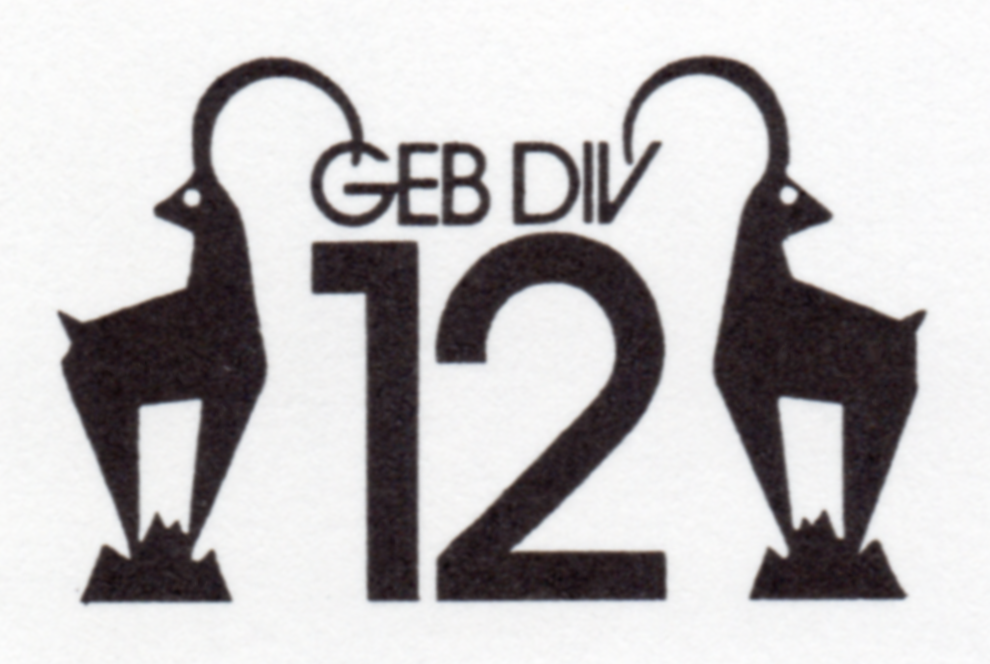
Logo der Gebirgsdivision 12

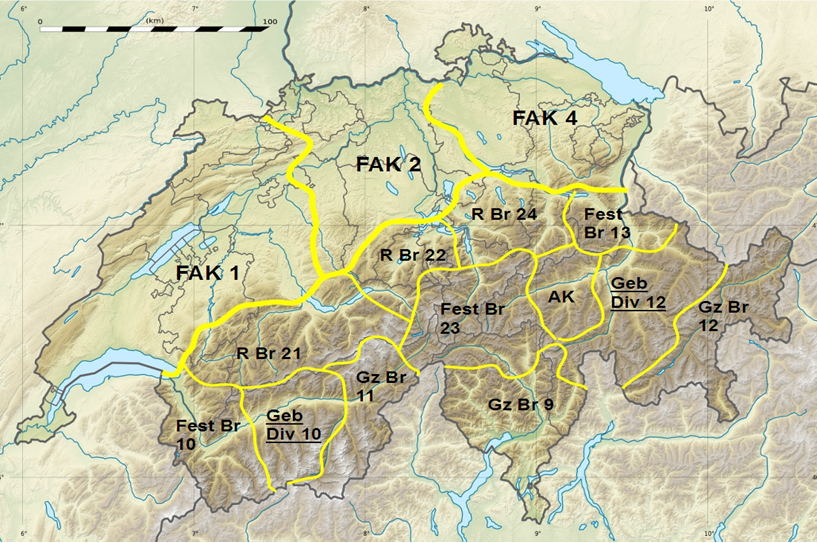
Raum der Geb Div 12 im Grunddispositiv 1992

Die Gebirgsdivision 12 (Geb Div 12) war eine 1962 mit der Armee 61 – anstelle der aufgelösten Gebirgsbrigade 12 – neu geschaffene Division der Schweizer Armee für den Einsatz im Gebirge und als östlicher Pfeiler (Südostschweiz) des Gebirgsarmeekorps 3. Sie wurde 2003 zusammen mit der Territorialbrigade 12 (Ter Br 12) aufgelöst und in die Gebirgsinfanteriebrigade 12 (Geb Inf Br 12) überführt. Die Truppen der Division stammten aus den Kantonen Graubünden, Sankt Gallen, Glarus und Zürich.

## Auftrag

Autobahnnetz der Schweiz mit A13

Die Gebirgsdivision 12 hatte den Grundauftrag gegnerische Angriffe in oder durch ihren Raum ab Landesgrenze zu verhindern sowie in Schlüsselräumen gegnerische Angriffe aufzufangen, eingedrungene Gegner zu vernichten und die Schlüsselräume über lange Zeit zu behaupten. Sie hatte die Ostflanke des Gotthards zu sperren, den Anschluss an die Festungsbrigade 13 (Fest Br 13) zu halten, die Nationalstrasse N13 (A13) (San-Bernardino-Achse) zu schützen und sich als Reserve für eine Felddivision bereitzuhalten.
Zum Auftrag gehörten Rücken und Flanken eines Feldarmeekorps zu decken sowie der nachhaltige Schutz wichtiger Kommunikationen und militärischer und ziviler Infrastruktur.
Als erster militärischer Verband wurde das Zürcher Gebirgsinfanterieregiment 37 der Gebirgsdivision 12 aufgrund eines Bundesratsbeschlusses im Oktober 1998 mit einem subsidiären Sicherungseinsatz betraut: Im Februar 1999 absolvierte es diesen mit Botschaftsbewachungen in Genf.

## Bedrohungs- und Einsatzart
Für einen Gegner kam der schweizerische Alpenraum weniger als primäres Operationsziel in Frage, sondern als Umgehungsraum für die Luftwaffe oder die Sicherstellung einer Nord-Süd-Verbindung während eines Vormarsches Richtung Westen.
Die Gebirgsdivision musste Bedrohungen von Süden, Osten und Norden abwehren können, in dem sie half, die Kampfbrigaden in ihrem Raum zu verstärken.

## Einsatzraum
Der Einsatzraum der verstärkten Division erstreckte sich ab der Landesgrenze 120 km in der Ost-West-Achse und 70 km in der Nord-Süd-Achse und deckte einen Grossteil des Kantons Graubünden ab. Aus dem Grenzgebiet führen die fünf Einfallachsen Martina, Müstair, Campocologno, Castasegna und Splügenpass in die Mitte des Kantons. Ausser der Engadinachse laufen alle Verbindungen in der 1967 eröffneten San-Bernardino-Achse zusammen mit Zugängen in die Linthebene und den Alpenzentralraum. Das stark gegliederte, teilweise waldbedeckte Gelände mit zahlreichen Engnissen und Höhenlagen zwischen 600 und 2500 m erforderte einen Verteidigungskampf unter rasch wechselnden Wetterbedingungen, bot zahlreiche Sperrmöglichkeiten und Schutz vor gegnerischem Massenfeuer. Mit der Zerstörung der permanenten Sprengobjekte der Division konnte eine Gesamtbreschenlänge von 3500 m mit einem technischen Verzögerungswert von 250 Tagen erzielt werden.

### Artilleriewerk und Sperrstellen (von nationaler Bedeutung mit *)
- Artilleriewerk Crestawald A 7833 ⊙
- Rothenbrunnen 1207* ⊙
- Via Mala/Reischen 1209 ⊙
- Sufers/Crestawald 1211*/1201 ⊙
- Mulegns 1225 ⊙
- Julierpass 1228* ⊙
- Laret 1237 ⊙
- Bergünerstein 1243 ⊙
- Albulapass 1245 ⊙
- Flüelapass 1249 ⊙
- St. Antönien-Gadenstätt-Stelserberg 1284 ⊙

(Quelle:)

## Kampfführung
Neben einem stark mechanisierten Stoss des Gegners durch Täler, über Alpenpässe und Forststrassen waren Helikopter und Luftlandeoperationen eine grosse Gefahr. Die infanteriestarke Gebirgsdivision musste sehr beweglich sein, um mittels Kampfgruppen Kräfte und Mittel an kampfentscheidenden Stellen konzentrieren zu können.

## Gliederung (Ordre de Bataille) der Gebirgsdivision 12
- Gebirgsinfanterieregiment 35 (St. Gallen, Glarus): Geb Inf Bat 35, Gebirgsfüsilierbataillone 8 SG, 85 GL, 112 SG
- Gebirgsinfanterieregiment 36 (Graubünden): Geb Inf Bat 36, Gebirgsfüsilierbataillone 91, 92, 93
- Gebirgsinfanterieregiment 37 (Zürich): Geb Inf Bat 37, Gebirgsschützenbataillone 6, 10, 11
- Artillerieregimenter 12, 16 (1979 in einem Regiment zusammengefasst)
- Übermittlungs-, Trainabteilung 12
- Geniebataillon 12
- Mobile leichte Fliegerabwehr (Flab) Abteilung 12
- Aufklärungsbataillon (1966–1979) 12
- Material- und Versorgungsbataillon 12 (1977 in die Territorialzone 3 eingegliedert)
- Motortransportabteilung 12 (1979 in die Territorialzone 3 eingegliedert)
- Divisionsstabsbataillon 12 (seit 1979)
- Dragonerkompanie (1979 aufgelöst)
- Panzerabwehrbataillon 12
- Gebirgssanitätsabteilung 12 (1983 aufgelöst, jedes Gebirgsinfanterieregiment erhielt eine Sanitätskompanie)

Die Division besass eine eigene Militärmusikformation, das Spiel der Gebirgs-Division 12.

## Ausbildung

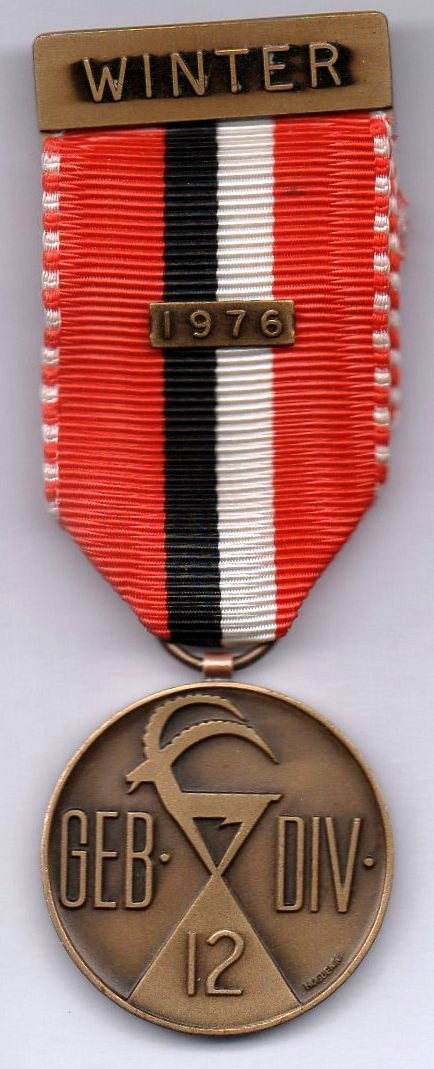
Divisions-Wettkampf 1976 in Flims

Um sich jederzeit im gebirgigen Gelände verschieben zu können, bildeten Tarnung, Gebirgskampf und Jagdkampf die Ausbildungsschwerpunkte. Die Gebirgsausbildung auf breiter Basis bildete die Grundlage der Gebirgskampfschulung. Im neu geschaffenen Gebirgsarmeekorps 3 wurde die Ausbildung im grossen Verband an die Hand genommen und die bisherige obligatorische und freiwillige Gebirgsausbildung weiter gefördert. Die Gebirgsdivision 12 veranstaltete unter anderem jedes Jahr einen freiwilligen Sommer- und Winter-Divisionswettkampf in Flims.